# Прессли, Райан
Томас Райан Прессли (англ. Thomas Ryan Pressly, 15 декабря 1988, Даллас) — американский бейсболист, питчер клуба МЛБ «Хьюстон Астрос». Участник Матча всех звёзд 2019 года.

## Карьера
Первые три года старшей школы Прессли провёл в Америкен Херитейдж Академи в Карролтоне. После того как там была закрыта бейсбольная программа он перевёлся в старшую школу имени Эдварда Маркуса в Флауэр-Маунд. Во время учёбы Райан также играл в футбол на позиции дефенсив бека, но в 2006 году получил травму колена и сосредоточился на бейсболе. В детстве его кумиром был уроженец Техаса, член Зала славы бейсбола, Нолан Райан.
В 2007 году в 11 раунде драфта МЛБ Прессли был выбран клубом «Бостон Ред Сокс». Он отказался от намерения поступить в Техасский технологический университет и подписал с клубом контракт. В течение пяти лет Райан играл в клубах фарм-системы «Ред Сокс», где его видели стартовым питчером. Только в 2012 году руководство клуба перевело его в буллпен, где Прессли проявил себя намного ярче. Последний месяц сезона он провёл в AA-лиге в «Портленд Си Догс», а затем успешно выступил в Аризонской осенней лиге. В декабре 2012 года на драфте по правилу 5 Райана забрала «Миннесота».
В МЛБ Прессли дебютировал 4 апреля 2013 года. В составе «Твинс» он провёл пять с половиной лет, проведя за это время 281 игру, одержав 17 побед при 16 поражениях с показателем пропускаемости ERA 3,75. В июле 2018 года «Миннесота» обменяла Райана в «Хьюстон Астрос» на Хорхе Алькалу и Гилберто Селестино. Контракт с «Астрос» будет действовать до конца сезона 2019 года.